# Xylanasen
Xylanasen sind Enzyme aus der Gruppe der Pentosanasen die verschiedene, im Stützgerüst der pflanzlichen Zellwände vorhandenen Substanzen (Xylane) aufschließen können.
Sie kommen natürlich in Bakterien, Pilzen, Hefen, Protozoen, Algen, xylophagen Insekten, Schnecken und Krebsen, jedoch nicht in Wirbeltieren (diese verdauen diese Stoffe durch ihre Darmflora) vor. Für den industriellen Einsatz werden Xylanasen häufig gentechnisch aus Pilzen (z-B. Aspergillus- und Trichodermaarten) und Bakterien hergestellt.

## Klassifikation
Xylanasen bilden die Familien 10 und 11 in der Klassifikation der Glykosidasen nach Henrissat.

## Verwendung
Sie werden bei der Stärkeverarbeitung (z. B. in Bäckereien zur Verbesserung der Teigeigenschaften), als Futtermittelzusätze (z. B. bei der Geflügelzucht) und in der Papierindustrie verwendet. Es sind in diesem Umfeld Allergien gegen Xylanasen bekannt.